# Bludy (hospodářský dvůr)
Bludy byl hospodářský dvůr a původně i celá ves poblíž vsi Lovčice v okrese Hradec Králové, východně od dnešní obory Kněžičky. Vesnice zanikla za třicetileté války, hospodářský dvůr (bývalý vepřín) byl srovnán se zemí v roce 2011.

## Historie
Není známo, kdy byly Bludy založeny ani kdo je založil.
Jméno je údajně odvozeno od bloudění. Pod vsí prý bývaly močály a plyny se podle pověstí občas vzněcovaly a světélkovaly nad bažinami, takže občas nalákaly do bažin nočního pocestného, který světélka považoval za příznak lidských obydlí.
Do třicetileté války byly Bludy samostatná vesnice. Stávala někde v oblasti, kde je dnes hlavní reprezentativní tzv. bludská brána obory Kněžičky. Za vpádu Švédů byly roku 1634 vypáleny, obyvatelé zčásti pobiti a zbytek se uchýlil do Lovčic. Ves již nebyla obnovena. Nedaleko brány se dochovaly zbytky studně z těch dob, druhá studna byla asi 200 m na jih.
Poblíž bývalé vesnice pod názvem Bludy existoval hospodářský dvůr, který sloužil jako vepřín. V létě roku 2011 byly stavby srovnány se zemí.
V roce 2015 Královéhradecký kraj na svém webu lokalitu propagoval jako „vepřín a obytné budovy“, resp. brownfield o rozloze 30 000 m² a investiční příležitost, zároveň jako území pro zemědělskou prvovýrobu se zastavěnou plochou 4300 m², aktuálně bez využití, s kombinovaným vlastnictvím dvou vlastníků. Ekologické zátěže byly zjištěny, technická infrastruktura nezjištěna, navrhovaným využitím byla smíšená zemědělská funkce, tedy zemědělství zaměřené na agroturistiku, alternativně asanace objektu a uvedení lokality do přírodě blízkého stavu či vyčištění ruin opukových staveb a jejich ponechání jako romantické zříceniny v krajině.
Poblíž hospodářského dvora se nacházela přírodní rezervace Bludy. K 10. dubnu 2007 byla zčásti zrušena, zčásti zahrnuta do národní přírodní rezervace Kněžičky.
V okolí Lovčic historicky zaniklo více osad, dalšími byly Tečmín a dále Praskolesy, Vančice, které však zanikly již za husitských válek.